# اشکودا ترانسپورتیشن
اشکودا ترانسپورتیشن (انگلیسی: Škoda Transportation) شرکت ماشین‌آلات ترابری ریلی در جمهوری چک است، که در سال ۱۹۹۵ توسط شرکت اشکودا ورکس تأسیس شد.